# Règle de la double liaison
La règle de la double liaison est une règle informelle de la chimie selon laquelle les éléments chimiques à partir de la 3e période du tableau périodique tendent à former des liaisons simples plutôt que des liaisons multiples. Lorsqu'elles existent, les liaisons multiples de ces éléments (essentiellement doubles liaisons et triples liaisons) sont alors généralement faibles en raison du faible recouvrement des orbitales n > 2 entre les deux atomes, où n est le nombre quantique principal des électrons de valence. Bien que les composés résultants ne soient généralement pas intrinsèquement instables, ils tendent plutôt à polymériser. C'est par exemple le cas lors de la condensation du disoufre S2, qui polymérise rapidement, à la différence de l'oxygène O2, son analogue plus léger. Il existe de nombreuses exceptions à cette règle.

## Doubles liaisons
|    | B (n = 2)  | C (n = 2)          | N (n = 2)                   | O (n = 2)                                  | Si (n = 3)                                                                    | P (n = 3)                                                                                 | S (n = 3) |
| -- | ---------- | ------------------ | --------------------------- | ------------------------------------------ | ----------------------------------------------------------------------------- | ----------------------------------------------------------------------------------------- | --- |
| B  | Diborènes. | Alkylidèneboranes. | Aminoboranylidènes (rares). | Oxoboranes (rares) oligomérisation rapide. | Borasilènes (rares).                                                          | Boranylidènephosphanes (rares), avec des composés stables.                                | Thioxoboranes (rares). |
| C  |            | Alcènes.           | Imines.                     | Composés carbonylés.                       | Silènes.                                                                      | Phosphaalcènes (en).                                                                      | Thiocétones. |
| N  |            |                    | Composés azoïques.          | Composés nitroso.                          | Silanimines (rares), à l'oligomérisation facile, observé à basse température. | Phosphazènes (P=N).                                                                       | Sulfilimines. |
| O  |            |                    |                             | Oxygène singulet.                          | Silanones, à liaisons Si=O très réactives, qui s'oligomérisent en siloxanes.  | Nombreux composés, comme les oxydes de phosphine, phosphonates, Phosphinates, phosphates. | Sulfinyles. |
| Si |            |                    |                             |                                            | Disilènes.                                                                    | Silylidènephosphanes, également appelés phosphasilènes (en) (rares).                      | Silanethiones (rares), qui s'oligomérisent facilement. |
| P  |            |                    |                             |                                            |                                                                               | Diphosphènes (en).                                                                        | Composés courants tels que les thiophosphates (en) et les sulfures de phosphine comme le sulfure de triphénylphosphine et certains dithiadiphosphétanes (en). |
| S  |            |                    |                             |                                            |                                                                               |                                                                                           | Disoufre, thiothionyles (en). |

Quelques exemples de doubles liaisons.
Diborène.
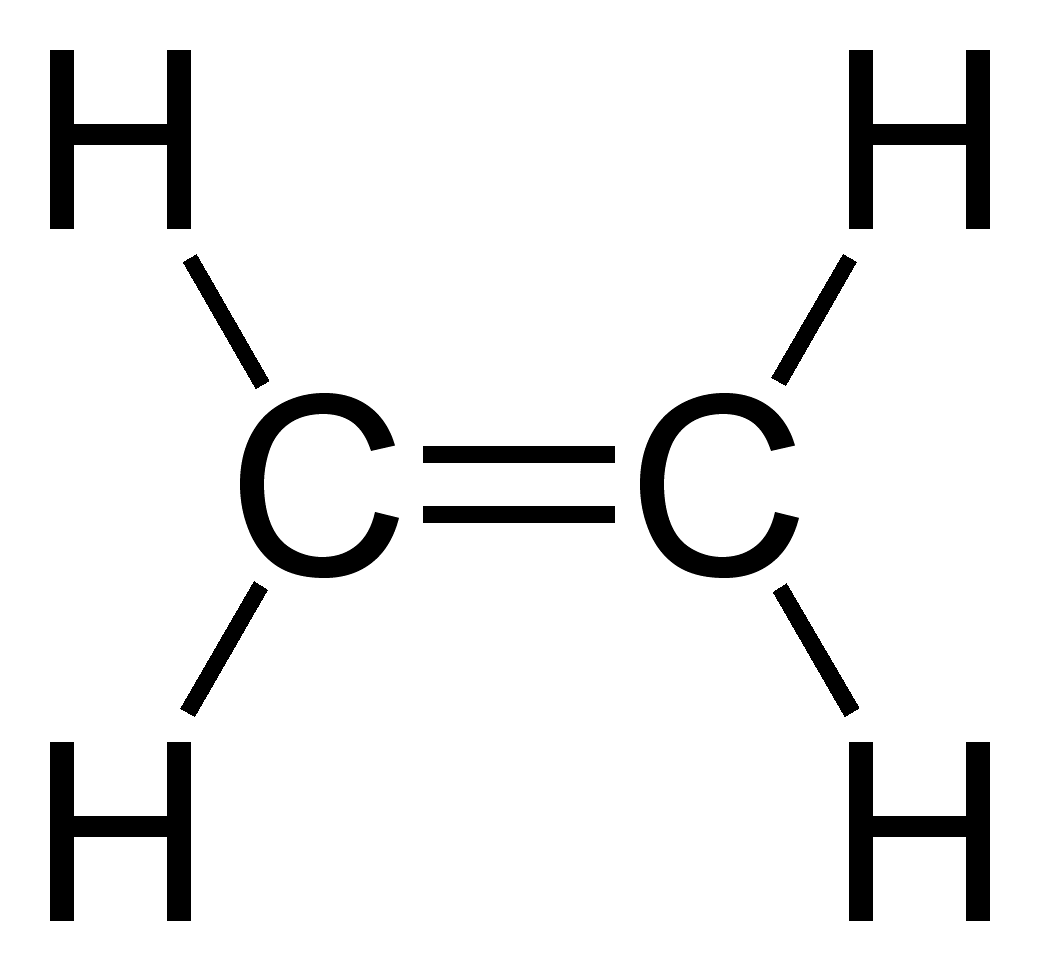
Éthylène.
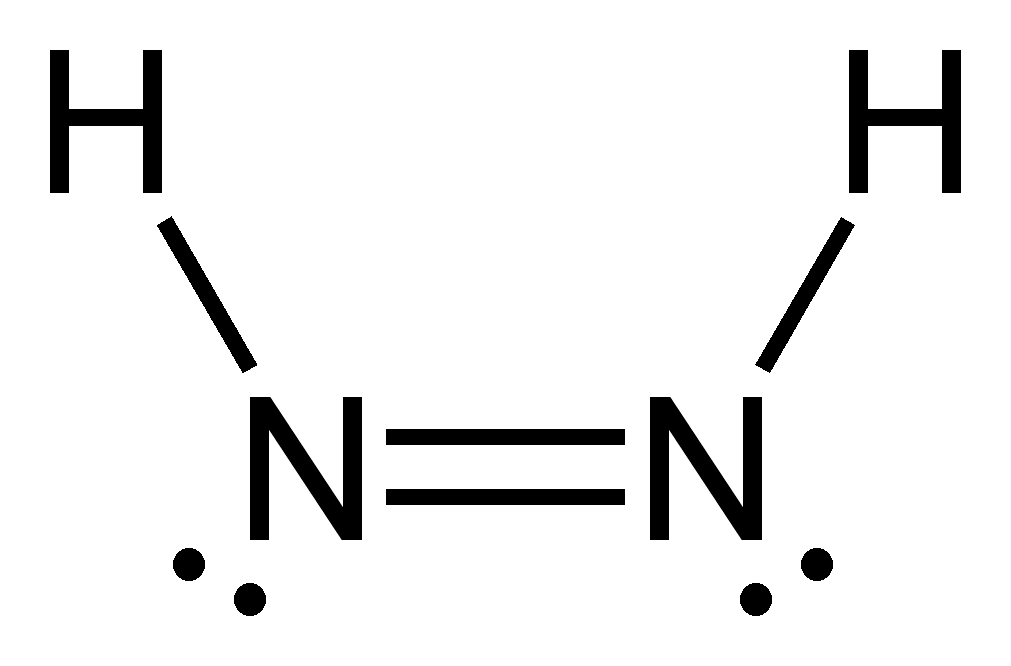
E ⁄ cis-Diazène.
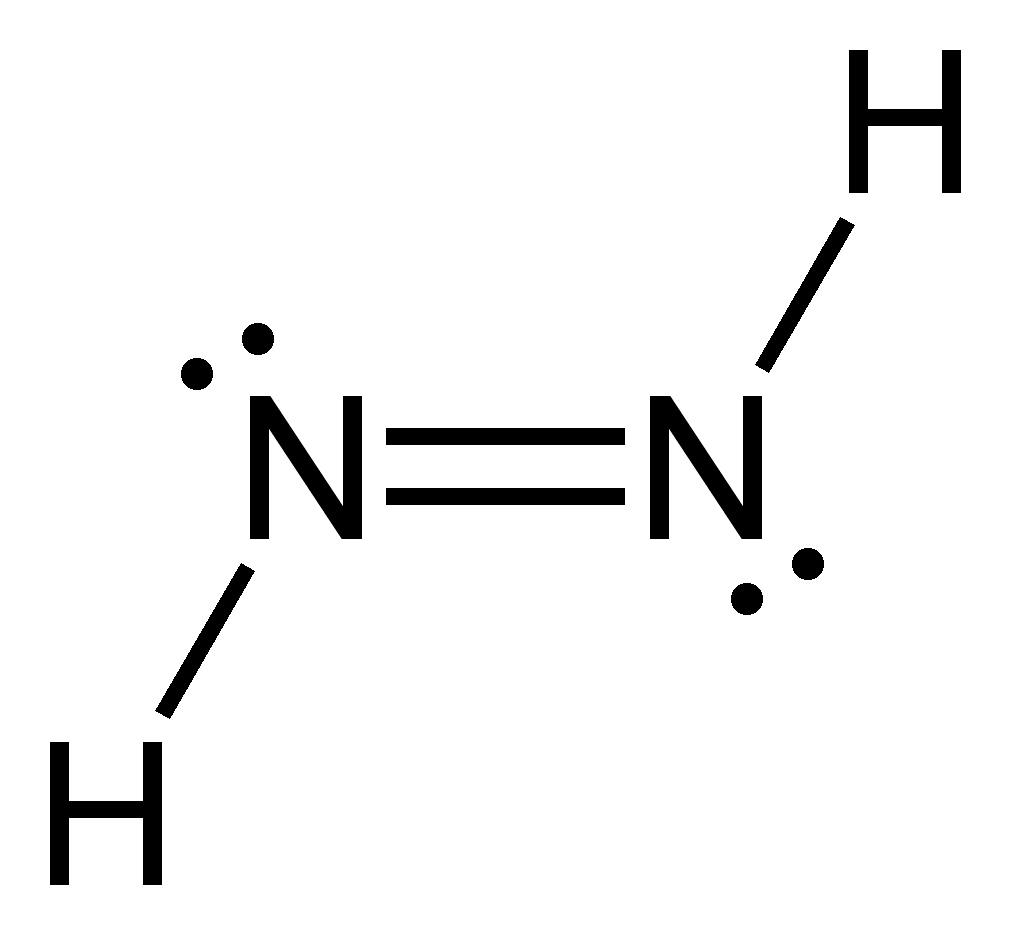
Z ⁄ trans-Diazène.
Disilène.

## Triples liaisons
|    | B (n = 2)  | C (n = 2)                                 | N (n = 2)                                        | O (n = 2)                  | Si (n = 3) | P (n = 3)                       | S (n = 3)                     | Ge (n = 4)       | As (n = 4)     |
| -- | ---------- | ----------------------------------------- | ------------------------------------------------ | -------------------------- | --- | ------------------------------- | ----------------------------- | ---------------- | -------------- |
| B  | Diborynes. | Certains borata-alcynes ont été observés. | Observé dans le (t-Bu)BN(t-Bu) (un iminoborane). |                            | |                                 |                               |                  |                |
| C  |            | Alcynes.                                  | Cyanures.                                        | Monoxyde de carbone (C≡O). | Silynes. | Phosphoalcynes.                 | Monosulfure de carbone (C≡S). |                  | Arsaalcynes.   |
| N  |            |                                           | Diazote, diazoniums.                             |                            | | Nitrure de phosphore (P≡N).     |                               |                  | Arsa-diazonium |
| O  |            |                                           |                                                  |                            | La liaison du monoxyde de silicium moléculaire gazeux présente des analogies avec celle du monoxyde de carbone. |                                 |                               |                  |                |
| Si |            |                                           |                                                  |                            | Disilynes. |                                 |                               |                  |                |
| P  |            |                                           |                                                  |                            | | Diphosphore.                    |                               |                  |                |
| S  |            |                                           |                                                  |                            | |                                 | Observé dans (I2)2S22+.       |                  |                |
| Ge |            |                                           |                                                  |                            | |                                 |                               | Digermynes (en). |                |
| As |            |                                           |                                                  |                            | | Monophosphure d'arsenic (As≡P). |                               |                  |                |

Quelques exemples de triples liaisons.
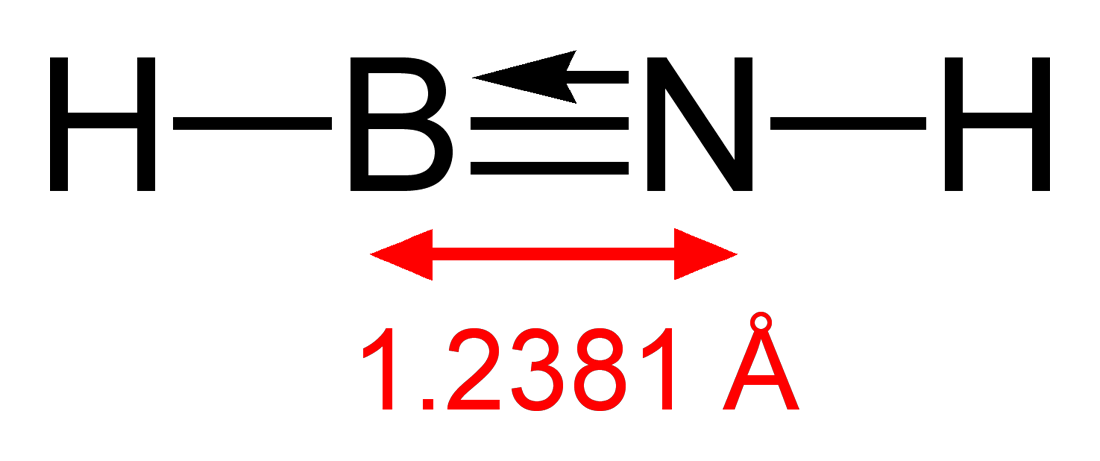
Iminoborane.
Acétylène.
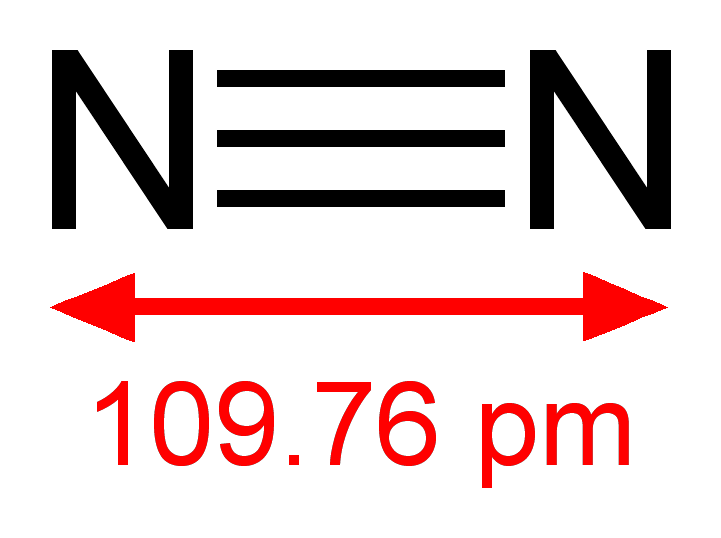
Diazote.
Disilyne.
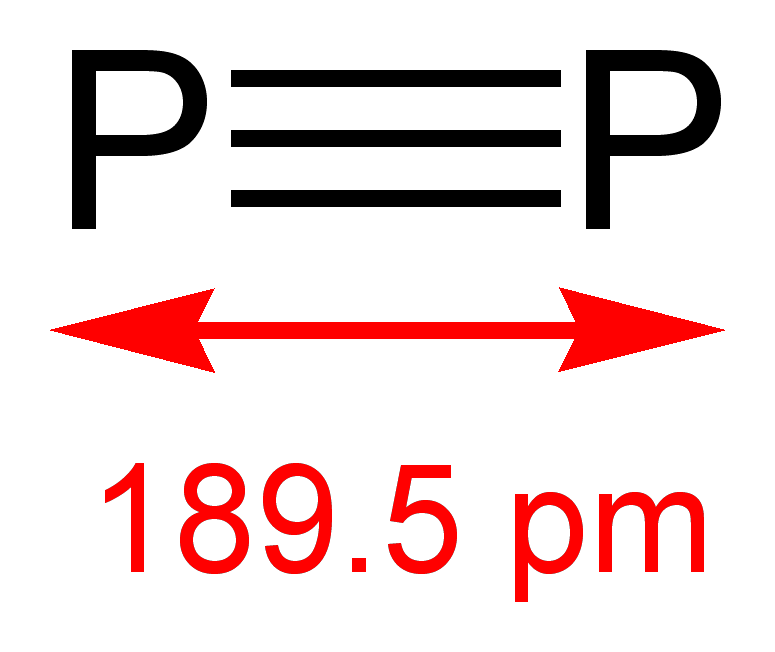
Diphosphore.